# أمام أباد سيستانيها (كتول)
أمام أباد سیستانیها (بالفارسية: امام‌آباد سیستانی‌ها) هي قرية تقع في إيران في قسم کتول الریفي. يقدر عدد سكانها بـ 276 نسمة .